# Cyclosa sedeculata
Cyclosa sedeculata là một loài nhện trong họ Araneidae.
Loài này thuộc chi Cyclosa. Cyclosa sedeculata được Ferdinand Karsch miêu tả năm 1879.